# Дениран Ортега
Дениран Ортега (на английски: Deniran Ortega) е нигерийски футболист, нападател. Играл за софийските „Славия“ и „Левски“.
Висок е 177 см и тежи 68 кг.
През януари 2007 г. Ортега пристига в България на проби в Локомотив (София). При „железничарите“ изкарва 2 седмици, но след като трансферът на Цветан Генков в „АС Ливорно Калчо“ пропада, за Ортега не се намира място в отбора и той е освободен. Африканецът решава да се пробва в Спартак (Варна) и с четири мача от международния турнир „Калиакра Каварна Албена къп“ си спечелва договор със „соколите“.
В надпреварата отбелязва три гола и е определен за най-полезен играч.
След това преминава в „Славия“, а от 23 юли 2009 г. преминава под наем за 6 месеца в Левски.
След края на полусезона се завръща в „Славия“. По време на зимната подготовката на сезон 2009/10 нигериецът с български паспорт заминава под наем в арменския Банатс, където наставник е бившия треньор на Славия Стевица Кузмановски.
През 2011 отново се завръща в „Славия“. Играе в няколко мача като резерва, но не впечатлява и след края на сезона е освободен.